# Haifeng
Haifeng, tidigare romaniserat Haifung, är ett härad i Shanweis stad på prefekturnivå i provinsen Guangdong i sydöstra Kina. Det ligger omkring 210 kilometer öster om provinshuvudstaden Guangzhou. 
Haifeng var tillsammans med grannorten Lufeng skådeplats för den första kinesiska sovjeten, Hailufeng-sovjeten, som grundades av kommunisterna Peng Pai och Ye Ting i november 1927 i efterdyningarna av Nanchangupproret samma år. Sovjeten fick sitt namn av en sammanslagning de två orter som den kontrollerade under sin korta existens.

## Administrativ indelning
Haifeng är indelat i 16 köpingar och en administrativ enhet på sockennivå.
Köpingar (zhen):

- Chengdong (城东镇)
- Chikeng (赤坑镇)
- Chishi (赤石镇)
- Dahu (大湖镇)
- Ebu (鹅埠镇)
- Fucheng (附城镇)
- Gongping (公平镇)
- Haicheng (海城镇)
- Houmen (鮜门镇)
- Huangqiang (黄羌镇)
- Ketang (可塘镇)
- Lian'an (联安镇)
- Meilong (梅陇镇)
- Pingdong (平东镇)
- Taohe (陶河镇)
- Xiaomo (小漠镇)

Administrativ enhet på sockennivå:
- Meilong Nongchang jordbruk (梅陇农场)